# Torneo de Promoción y Reserva de 2013
El Torneo de Promoción y Reserva 2013 de fútbol del Perú fue la cuarta edición de este torneo. Se inició el viernes 8 de febrero y finalizará el domingo 18 de agosto. Se disputa de forma paralela a la primera etapa del Campeonato Descentralizado 2013. Participan 16 equipos y el campeón le otorgará dos puntos a su equipo principal en el Campeonato Descentralizado, mientras que el subcampeón le otorgará un punto.
Dentro de los jugadores en campo para cada partido, los equipos deberán contar con un mínimo de tres jugadores categoría 1995, un jugador categoría 1994, y máximo tres jugadores de categoría libre (nacionales o extranjeros, sin importar el año de nacimiento). El resto del equipo deberá estar constituido por jugadores nacidos a partir de 1991.

## Equipos participantes
| Club                             | Ciudad    | Entrenador       | Estadio                   | Aforo  | Césped     | Marca    |
| -------------------------------- | --------- | ---------------- | ------------------------- | ------ | ---------- | -------- |
| Alianza Lima                     | Lima      | Willy López      | Alejandro Villanueva      | 35 000 | Natural    | Nike     |
| Cienciano                        | Cusco     | Martín García    | Inca Garcilaso de la Vega | 42 056 | Natural    | Walon    |
| Melgar                           | Arequipa  | Alexis Zevallos  | Mariano Melgar            | 15 000 | Natural    | Marathon |
| Inti Gas                         | Ayacucho  | Bandera de ?     | Ciudad de Cumaná          | 15 000 | Natural    | Real     |
| José Gálvez                      | Chimbote  | Bandera de ?     | Manuel Rivera Sánchez     | 25.000 | Artificial | Real     |
| Juan Aurich                      | Chiclayo  | Juan Chumpitaz   | Francisco Mendoza Pizarro | 5000   | Natural    | Walon    |
| León de Huánuco                  | Huánuco   | Bandera de ?     | Heraclio Tapia            | 20 000 | Natural    | Walon    |
| Pacífico                         | Huacho    | Berti Medina     | Segundo Aranda Torres     | 7000   | Natural    | Loma's   |
| Real Garcilaso                   | Cusco     | Bandera de ?     | Inca Garcilaso de la Vega | 42 056 | Natural    | Marathon |
| Sport Huancayo                   | Huancayo  | Marco Medina     | Huancayo                  | 18 000 | Natural    | Manchete |
| Sporting Cristal                 | Lima      | Francisco Melgar | Alberto Gallardo          | 15 000 | Natural    | Adidas   |
| Unión Comercio                   | Tarapoto  | Bandera de ?     | Carlos Vidaurre García    | 7000   | Natural    | Real     |
| Universidad César Vallejo        | Trujillo  | Bandera de ?     | Municipal de Casa Grande  | 8000   | Natural    | Walon    |
| Universidad San Martín de Porres | Callao    | Orlando Lavalle  | Miguel Grau               | 15 000 | Natural    | Umbro    |
| UTC de Cajamarca                 | Cajamarca | Bandera de ?     | Héroes de San Ramón       | 12 000 | Artificial | Convert  |
| Universitario                    | Lima      | Carlos Silvestri | Monumental                | 80 093 | Natural    | Umbro    |

## Tabla de posiciones
- Actualizada al 25 de agosto de 2013.

| #   | Equipo                           | PJ | G  | E  | P  | GF | GC | Dif | Pts |
| --- | -------------------------------- | -- | -- | -- | -- | -- | -- | --- | --- |
| 1º  | Universidad San Martín de Porres | 30 | 18 | 6  | 6  | 57 | 24 | +33 | 60  |
| 2º  | Alianza Lima                     | 30 | 16 | 7  | 7  | 46 | 29 | +17 | 55  |
| 3º  | Sporting Cristal                 | 30 | 16 | 5  | 9  | 53 | 34 | +19 | 53  |
| 4º  | Universitario                    | 30 | 14 | 10 | 6  | 45 | 23 | +22 | 52  |
| 5º  | Universidad César Vallejo        | 30 | 13 | 8  | 9  | 58 | 43 | +15 | 47  |
| 6º  | León de Huánuco                  | 30 | 12 | 10 | 8  | 32 | 29 | +3  | 46  |
| 7º  | Real Garcilaso                   | 30 | 14 | 2  | 14 | 49 | 54 | -5  | 44  |
| 8º  | Cienciano                        | 30 | 11 | 8  | 11 | 38 | 41 | -3  | 41  |
| 9º  | Juan Aurich                      | 30 | 8  | 13 | 9  | 41 | 34 | +7  | 37  |
| 10º | José Gálvez                      | 30 | 9  | 9  | 12 | 25 | 34 | -9  | 36  |
| 11º | Unión Comercio                   | 30 | 9  | 8  | 13 | 33 | 44 | -11 | 35  |
| 12º | Sport Huancayo                   | 30 | 7  | 11 | 12 | 37 | 54 | -17 | 32  |
| 13º | Melgar                           | 30 | 8  | 8  | 14 | 25 | 48 | -23 | 32  |
| 14º | Inti Gas                         | 30 | 6  | 11 | 13 | 29 | 40 | -11 | 29  |
| 15º | Pacífico                         | 30 | 6  | 10 | 14 | 24 | 37 | -13 | 28  |
| 16º | UTC de Cajamarca                 | 30 | 5  | 10 | 15 | 23 | 47 | -24 | 25  |

|  |                                                                                                   |
|  | Le otorgará dos (2) puntos adicionales al equipo principal en el Campeonato Descentralizado 2013. |
|  | Le otorgará un (1) punto adicional al equipo principal en el Campeonato Descentralizado 2013.     |

## Resultados
Las filas corresponden a los encuentros de local de cada uno de los equipos, mientras que las columnas corresponden a los encuentros de visitante. Según las filas, los resultados en color azul corresponden a victoria del equipo local, rojo a victoria visitante y blanco a empate.
|                                  | AL  | CIE | IG  | JG  | JA  | LHU | MEL | PAC | RG  | SH  | SC  | UC  | UCV | USMP | U   | UTC |
| -------------------------------- | --- | --- | --- | --- | --- | --- | --- | --- | --- | --- | --- | --- | --- | ---- | --- | --- |
| Alianza Lima                     |     | 0-0 | 3-0 | 0-0 | 1-0 | 1-1 | 4-0 | 2-0 | 3-0 | 4-1 | 1-2 | 2-1 | 0-1 | 3-2  | 2-1 | 0-0 |
| Cienciano                        | 0-1 |     | 1-0 | 1-0 | 2-0 | 1-1 | 1-1 | 4-2 | 1-2 | 1-1 | 3-0 | 3-1 | 3-1 | 1-1  | 3-1 | 1-1 |
| Inti Gas                         | 3-1 | 0-1 |     | 0-0 | 2-2 | 0-0 | 2-1 | 1-0 | 1-2 | 1-1 | 1-0 | 2-0 | 1-3 | 0-1  | 0-0 | 2-0 |
| José Gálvez                      | 0-1 | 2-0 | 1-0 |     | 1-1 | 0-0 | 0-1 | 0-2 | 4-1 | 3-0 | 0-0 | 1-0 | 3-2 | 1-1  | 1-3 | 0-0 |
| Juan Aurich                      | 2-2 | 1-1 | 0-0 | 2-0 |     | 0-1 | 2-0 | 0-0 | 0-1 | 5-0 | 0-1 | 2-2 | 1-1 | 0-2  | 0-1 | 2-1 |
| León de Huánuco                  | 2-1 | 3-1 | 3-2 | 0-1 | 1-1 |     | 1-0 | 1-0 | 2-3 | 1-0 | 1-2 | 3-2 | 2-2 | 1-3  | 0-2 | 2-0 |
| Melgar                           | 1-2 | 2-3 | 1-1 | 0-2 | 1-1 | 0-0 |     | 0-0 | 3-1 | 2-0 | 1-0 | 0-0 | 5-1 | 0-3  | 0-0 | 4-1 |
| Pacífico                         | 1-1 | 4-0 | 1-1 | 1-2 | 2-4 | 2-0 | 0-1 |     | 1-3 | 0-2 | 1-0 | 0-0 | 2-1 | 0-2  | 0-3 | 1-1 |
| Real Garcilaso                   | 3-1 | 1-0 | 2-2 | 4-1 | 0-1 | 1-2 | 4-0 | 2-0 |     | 1-2 | 2-0 | 6-0 | 1-2 | 0-4  | 2-1 | 1-3 |
| Sport Huancayo                   | 0-0 | 2-3 | 3-1 | 0-0 | 2-1 | 0-0 | 0-0 | 1-1 | 1-1 |     | 2-2 | 1-1 | 3-1 | 4-2  | 3-3 | 1-2 |
| Sporting Cristal                 | 1-2 | 3-1 | 4-2 | 1-0 | 4-2 | 1-0 | 3-0 | 1-1 | 3-0 | 2-3 |     | 9-1 | 2-0 | 2-1  | 1-2 | 3-0 |
| Unión Comercio                   | 3-0 | 2-2 | 3-0 | 3-0 | 2-1 | 0-0 | 1-0 | 2-0 | 0-1 | 5-0 | 1-2 |     | 1-2 | 1-0  | 0-2 | 0-0 |
| Universidad César Vallejo        | 1-3 | 2-0 | 2-1 | 3-3 | 3-3 | 1-1 | 4-0 | 0-1 | 3-1 | 3-2 | 2-3 | 4-0 |     | 1-1  | 3-0 | 6-0 |
| Universidad San Martín de Porres | 0-1 | 3-0 | 3-2 | 3-1 | 1-2 | 1-0 | 6-0 | 0-0 | 5-2 | 2-1 | 3-0 | 1-0 | 1-1 |      | 2-0 | 2-0 |
| Universitario                    | 3-1 | 2-0 | 1-1 | 3-0 | 0-0 | 0-1 | 5-0 | 0-0 | 2-0 | 2-0 | 1-1 | 0-0 | 0-0 | 0-0  |     | 5-2 |
| UTC de Cajamarca                 | 0-3 | 1-0 | 0-0 | 1-1 | 0-0 | 1-2 | 0-1 | 2-1 | 1-2 | 4-1 | 0-0 | 0-1 | 2-2 | 0-1  | 0-2 |     |